# 北非戰場時間線
本條目講述的是第二次世界大戰北非戰場時間線。

## 1940年
- 6月10日：義大利王國向法國和英國宣戰。[1]
- 6月14日：英軍從埃及進攻利比亞，並攻佔卡普佐堡（英语：Fort Capuzzo）。[2]
- 6月16日：北非第一場坦克戰—「葛爾巴戰役」。[2]
- 9月13日：義軍從利比亞入侵埃及。
- 9月16日：義軍在西地巴拉尼（英语：Sidi Barrani）東側建立防線。
- 12月9日：英軍與印度軍透過馬馬里卡戰役發動羅盤行動。
- 12月9日：印度軍在英軍火砲的掩護下攻佔尼貝瓦。
- 12月9日：英軍坦克和印度軍由東往西輾過。
- 12月10日：印度軍在英軍砲火的協助下攻佔西地巴拉尼（英语：Sidi Barrani）。
- 12月11日：英國裝甲部隊攻抵索法菲，但利比亞軍和義軍已逃離該地。
- 12月16日：同盟國攻佔索倫（英语：Sallum）。

## 1941年
- 1月5日：英澳聯軍攻佔巴地亞（英语：Battle of Bardia）。
- 1月22日：英澳聯軍攻佔托布魯克。
- 1月30日：澳軍攻佔利比亞的德爾納。
- 2月5日：英軍佔領貝達佛姆（英语：Beda Fomm）。
- 2月6日：
  - 班加西陷落，西部沙漠軍團（英语：Western Desert Force）佔之。
  - 埃爾溫·隆美爾被指派為德意志非洲軍的指揮官。
- 2月7日：殘存的義大利第十軍團（英语：Tenth Army (Italy)）投降。
- 2月9日：邱吉爾下令停止英軍、澳軍在艾爾阿蓋利亞的推進，並允許撤出部份部隊來保衛希臘。
- 2月14日：在埃爾溫·隆美爾的指揮下，德意志非洲軍第一批部隊於向日葵行動抵達利比亞。
- 3月24日：盟軍在艾爾阿蓋利亞挫敗；埃爾溫·隆美爾開始他的攻勢。
- 4月4日：盟軍從班加西撤離，隨即被軸心國佔領。
- 4月6日：英國第三裝甲旅在德爾納被俘。
- 4月8日：不少英軍、印軍及澳軍在梅齊利被俘。
- 4月10日：托布魯克圍城戰開打，盟軍開始保衛該城。
- 4月15日：英軍被逐退至埃比邊界的索倫。
- 4月30日：澳軍在賽連特戰役中失去部份托布魯克，這大約是德軍第六次進佔托布魯克。
- 5月3日：澳軍在托布魯克的反擊失敗。
- 5月15日：英軍發動簡潔行動以期能為戰斧行動攻佔更多領土。[3]
- 5月16日：義軍在托布魯克向澳軍進攻，並迫使他們撤退。
- 5月16日：簡潔行動被取消。盟軍撤回前一天佔領的哈法雅隘道。[4]
- 5月26日：德軍發動天蠍行動並推進至哈法雅隘道。
- 5月27日：德軍再次再次攻佔哈法雅隘道；英軍被迫撤退。[5]
- 6月15日：英軍與印軍發動戰斧行動但不成功。
- 7月5日：奧金萊克取代韋維爾成為中東司令部的總司令。
- 8月15日：德國非洲裝甲軍團交由隆美爾指揮。
- 10月1日：第五輕裝師改編為第二十一裝甲師。
- 11月18日：奧金萊克攻勢（十字軍行動）啓動，聯合英軍、印軍、南非及紐西蘭的部隊一同行動。
- 11月21日：英軍的裝甲部隊在西第雷澤葛被擊敗並撤退。
- 11月22日：
  - 紐軍試圖進攻比爾葛爾巴失敗。
  - 印軍攻佔西第歐瑪爾。
- 11月23日：紐西蘭部隊利用印軍的推進，摧毀了比爾艾爾切爾塔的非洲軍團司令部。
- 11月23日：
  - 隆美爾對英國第三十團發動坦克攻勢，但遭受南非、紐西蘭及英軍的反擊。
  - 英軍與紐軍撤回比爾艾爾古比。
- 11月25日：
  - 印軍擊退在西第歐馬的坦克攻勢。
  - 印軍在傍晚的第二次攻勢中，摧毀了第五裝甲師。
- 11月26日：里奇取代康寧漢成為第八軍團指揮官。
- 11月27日：紐西蘭部隊在西第阿采茲被數量壓倒性勝利的坦克與德國步兵部隊所擊敗。
- 11月28日：第15坦克師儘管遭與數量上1:2的不利（英軍坦克），但仍讓後者暴露出在托布魯克的埃德杜達撤退的紐西蘭部隊。
- 12月1日：紐西蘭部隊在西第雷澤葛遭到坦克的攻擊而承受極大的傷亡。
- 12月3日：
  - 德國步兵在巴地亞（梅那斯地爾附近）與紐西蘭部隊交戰時遭遇嚴重的挫敗。
  - 德軍在與印軍交戰時遭受損失，並被迫撤至卡普佐（特里格卡普佐）
- 12月4日：
  - 紐軍在埃德杜達擊退德軍的攻勢。
  - 印軍在試圖攻佔174號點（上坡）時遭遇困難，不只是義軍早已防備完全，印軍還沒有大砲的幫助。
- 12月7日：第八軍團（包含英、印、紐、南非部隊）解圍托布魯克。
- 12月13日：
  - 第八軍團攻擊加查拉防線。
  - 紐西蘭軍團在阿萊姆哈姆扎停止推進
  - 印軍佔領204號點。
  - 印度步兵與非洲軍團交戰，並在極為不利的情形下擊毀了敵人39輛坦克中的15輛。
- 12月14日：印軍在204號點擊退了不斷來襲的坦克攻勢。
- 12月15日：德軍的推進超越了204號點的英軍，但印軍在204號點擋住了前者。
- 12月16日：隆美爾面臨從加查拉戰線撤退回來的坦克部隊減員。
- 12月24日：英軍攻佔班加西。
- 12月25日：盟軍攻抵艾季達比耶。
- 12月27日：隆美爾在造成英國裝甲部隊慘重的損失後，迫使後者撤回艾爾阿蓋拉。
- 12月31日：前線退回艾爾阿蓋拉。

## 1942年
- 1月21日：
  - 隆美爾發動第二次攻勢。
  - 一架來自「布萊希特遣隊」的He 111轟炸機成功轟炸了拉密堡機場。[6]
- 1月23日：軸心國軍隊攻佔艾季達比亞。
- 1月29日：軸心國軍隊攻佔班加西。
- 2月4日：前線延加查拉及比爾哈凱姆一線展開。
- 5月26日：軸心國部隊向加查拉防線進攻，加查拉戰役及比爾哈凱姆戰役開打。
- 6月11日：軸心國部隊從「釜」作戰位置發動攻勢。
- 6月13日：「黑色星期天」，英國的裝甲師群因軸心國軍隊進攻遭受嚴重的挫敗。
- 6月21日：軸心國軍隊攻佔托布魯克。
- 6月28日：隆美爾攻佔馬特魯港。
- 6月30日：軸心國部隊進抵阿拉曼並向盟軍防線進攻，第一次阿拉曼戰役開打。
- 7月4日：第一次阿拉曼戰役在軸心國挖下戰壕後僵持，接著英國第八軍團發動了一系列的進攻。
- 7月31日：奧金萊克取消了進攻行動，並讓第八軍團重整與整補。
- 8月13日：哈羅德·亞歷山大及伯納德·蒙哥馬利分別在這天出掌中東司令部及第八軍團。
- 8月30：隆美爾發動了阿拉姆哈勒法戰役，但未能成功。
- 10月23日：蒙哥馬利發動輕足行動，第二次阿拉曼戰役開打。
- 11月5日：軸心國在阿拉曼的防線被突破。
- 11月8日：盟軍在艾森豪將軍的指揮下實施火炬行動，並在摩洛哥及阿爾及利亞登陸。
- 11月9日：第八軍團攻佔西地巴拉尼。
- 11月13日：第八軍團攻佔托布魯克。
- 11月15日：英軍攻佔利比亞的德爾納。
- 11月17日：第一軍團 （火炬行動東方任務軍團）與軸心國軍隊在突尼西亞的傑貝爾阿比又德遭遇。
- 11月20日：第八軍團佔領班加西。
- 11月27日：第一軍團的推進在特波爾芭與傑戴達之間（距離突尼斯約12英里）被軸心國軍隊的反擊所阻撓。
- 12月10日：第一軍團的前線被打回梅戴茲艾爾巴布的防線。
- 12月12日：第八軍團開始在艾爾阿蓋拉附近對軸心國部隊發動攻勢。
- 12月22日：第一軍團攻打特波爾芭三天後拿下該城。
- 12月25日：第八軍團攻佔蘇爾特。

## 1943年
- 1月23日：英國第八軍團攻佔的黎波里。
- 1月30日：軸心國攻佔突尼西亞中部的費德隘口。
- 2月4日：在利比亞的軸心國部隊撤退，退守位於馬雷斯防線南方的突尼西亞邊境。
- 2月14日：軸心國向費德推進以發動西迪布奇迪戰役，並在兩天後進入斯貝特拉。
- 2月19日：軸心國部隊發動凱賽林隘口戰役。
- 3月6日：軸心國向位於米第尼的英國第八軍團發動卡普里行動，但折損55輛坦克。
- 3月16日：馬雷斯戰役開打。[7]
- 3月19日：第八軍團發動拳擊手行動。
- 3月23日：美國第二軍團從凱賽林隘口出現，並於古爾塔灣戰役中遭遇軸心國軍隊。馬雷斯戰役結束。[7]
- 3月26日：第八軍團發動「第二次增壓行動」以包抄軸心國的軍隊，並使馬雷斯防線不再穩固。特巴加峽口戰役在該處爆發。[8]
- 4月6日：第一軍團的右翼與第八軍團聯繫起來。瓦迪阿卡力特戰役開打。
- 4月22日：盟軍發動火神行動。
- 5月6日：盟軍發動突擊行動。[9]
- 5月7日：英軍攻入突尼斯，美軍則占領比塞大。
- 5月13日：軸心國在突尼西亞的部隊全面投降。

## 參閱
- 西部沙漠戰場
- 火炬行動
- 突尼西亞戰役

## 腳註
1. ↑  Playfair v.I, p. 109
2. 1 2  Paterson, Ian A. .   [2008-01-02]. （原始内容存档于2007-08-14）.
3. ↑  Playfair v. II, pp. 159–160
4. ↑  Playfair v.II, p. 162
5. ↑  Rommel, p. 137
6. ↑  MESSERSCHMITT Bf 108 - 'TAIFUN' （页面存档备份，存于） accessed: 29 April 2011
7. 1 2  Playfair, v.IV Map 31
8. ↑  Playfair, v.IV Map 34
9. ↑  Playfair, v.IV Pg 446